# 蒙古国立教育大学

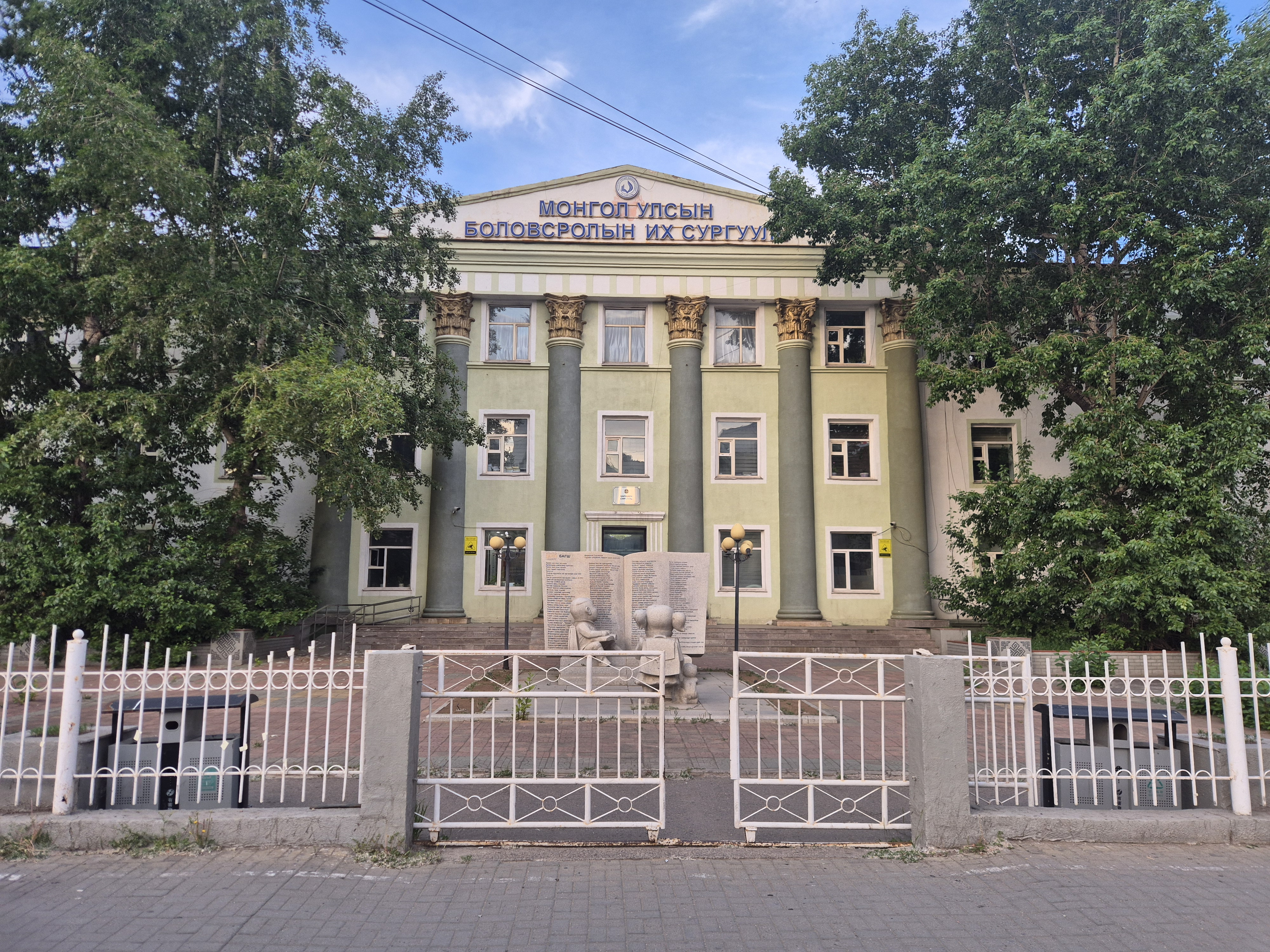
蒙古国立教育大学

蒙古国立教育大学（英語：Mongolian State University of Education）位于蒙古国首都乌兰巴托。

## 简介
蒙古国立教育大学原名蒙古国立师范大学，成立于1951年。2012年该校有在校学生12000多人。该校是蒙古国培养师资力量的最高学府。
该校同中华人民共和国合作，开办有孔子课堂。